# 흑백목도리여우원숭이
흑백목도리여우원숭이 (Varecia variegata) 또는 흰목도리여우원숭이는 여우원숭이과에 속하는 영장류의 일종이다. 마다가스카르 섬이 원산지이며, 2종의 목도리여우원숭이 중에서 더 멸종 위험이 높은 종이다. 붉은목도리여우원숭이보다 더 넓은 지역에 분포하고 있음에도 불구하고, 더 낮은 개체밀도와 격리된 생식으로 인해 개체수가 더 작다. 또한 붉은목도리여우원숭이보다 대규모의 국립공원에서 더 작은 적용 범위와 보호를 받고 있다. 흑백목도리여우원숭이의 3종의 아종은 붉은목도리여우원숭이가 아종에서 종으로 승급된 2001년 이후부터 인정되고 있다.
붉은목도리여우원숭이와 함께, 이들은 현존하는 여우원숭이들 중에서 가장 커서, 키는 100~120 cm 몸무게는 3.1-4.1 kg에 달한다. 이들은 수목형 동물로, 마다가스카르 섬 동쪽의 계절성 우림의 캐노피 상단에서 대부분의 시간을 보낸다. 또한 오로지 낮 시간 동안에 주로 활동하는 주행성 동물이다. 나무와 땅 위에서 네 발로 움직이며, 나무에 먹이를 섭취하는 동안은 나무에 매달려 있는 것이 목격된다. 여우원숭이들은 대부분 초식 동물이기 때문에, 먹이는 주로 과일로 이루어져 있지만, 꽃꿀과 꽃 또한 선호하며, 다음으로는 잎과 약간의 씨앗이다.
흑백목도리여우원숭이는 복잡한 군집생활 구조를 가지고 있으며, 크고 쉰 목소리로 알려져 있다. 유별나게도, 이들은 적은 야행성 여우원숭이들에서 발견되는 몇몇 생식 상의 특징들을 보여주는 데, 임신 기간이 짧고, 한 번에 여러 마리의 새끼를 낳으며, 성숙 시기가 빠르다. 붉은목도리여우원숭이와 함께, 둥지를 만드는 유일한 영장류다. 사육 상태에서, 최고 36살까지 산다.

## 분류
흑백목도리여우원숭이는 목도리여우원숭이속(Varecia)의 2종의 하나로 3종의 아종이 있다. 3종의 아종 중에서, 흰줄무늬흑백목도리여우원숭이(Varecia variegata subcincta)는 먼 북쪽 지역에서, 남부흑백목도리여우원숭이(Varecia variegata editorum)는 먼 남쪽 지역에서, 흑백목도리여우원숭이(Varecia variegata variegata)는 그 두 아종 사이의 지역에서 발견된다.
- 여우원숭이과(Lemuridae)
  - 여우원숭이아과 (Lemurinae)
    - 여우원숭이속 (Lemur) : 호랑이꼬리여우원숭이
    - 참여우원숭이속 (Eulemur) : 갈색여우원숭이
    - 목도리여우원숭이속 (Varecia) : 목도리여우원숭이
      - 흑백목도리여우원숭이 (Varecia variegata)
        - 흑백목도리여우원숭이 (Varecia variegata variegata)
        - 남부흑백목도리여우원숭이 (Varecia variegata editorum)
        - 흰줄무늬흑백목도리여우원숭이 (Varecia variegata subcincta)

      - 붉은목도리여우원숭이 (Varecia rubra)

  - 대나무여우원숭이아과 (Hapalemurinae) : 대나무여우원숭이

## 해부학과 생리학
흑백목도리여우원숭이의 손발의 끝과 등쪽은 흰 바탕에 검은색이다. 목에 갈기가 있으며, 얼굴에는 개와 같은 주둥이 모양의 코가 있다. 수컷과 암컷은 동일한 것으로 보인다.

## 야생에서의 위협
흑백목도리여우원숭이의 포식자로는 헨스트새매(Accipiter henstii)와 포사(Cryptoprocta ferox), 둥근꼬리몽구스(Galidia elegans) 그리고 갈색꼬리몽구스 (Salanoia concolor) 등이 있다. 포식자들, 특히 포유류 포식자들로부터 초래되는 가장 큰 위험은 둥지를 만드는 습성때문이다.